# Эскадренные миноносцы типа «Аэтос»
Эскадренные миноносцы типа «Аэтос» — первые большие эсминцы греческого флота. Заказаны в 1909 году Аргентиной как «Сан-Луис», «Санта-Фе», «Сантьяго» и «Тукуман», в 1911-м спущены на воду. Из-за выявившихся при испытаниях недостатков и финансовых разногласий аргентинская сторона в итоге разорвала контракт и отказалась от уже готовых кораблей. В октябре 1912 года куплены Грецией. В декабре 1916 года, во время Первой мировой войны, три эсминца были захвачены Францией и в 1917—1918 годах все, кроме «Пантера», служили под французским флагом.

## Энергетическая установка
Силовая установка включала 2 ПТУ прямого действия системы Parsons-Curtiss и 5 ПК White-Forster, из которых 4 были с угольным и 1 с нефтяным отоплением (243 т угля, 81 т нефти). В 1924—1925 гг. ПК White-Forster были заменены на 4 чисто нефтяных ПК Yarrow, что позволило ограничиться двумя трубами, ликвидировать носовое КО и сдвинуть в сторону кормы носовую надстройку. На испытаниях корабли показали от 31,1 («Aetos») до 31,16 («Leon») узла.

## Вооружение

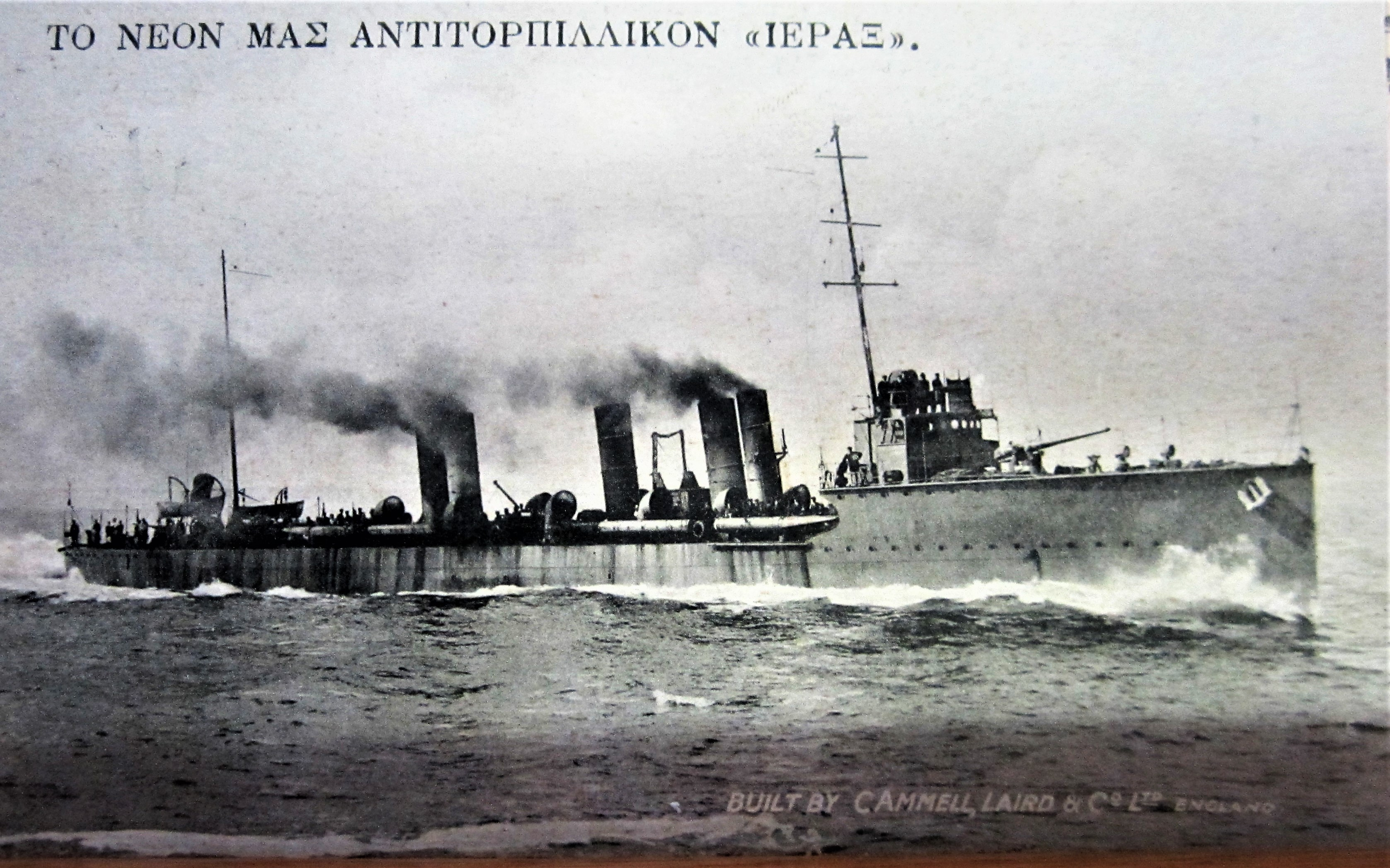
Ιέραξ в 1912 году

Первоначально несли 4 — 102-мм орудия и 4х1 533-мм торпедных аппарата. В годы Первой Мировой войны на трёх ЭМ, служивших во французском флоте, было установлено по одному 57-мм зенитному орудию. В 1924—1925 гг. «Aetos», «lerax», «Leon» и «Panthir» прошли капитальный ремонт и реконструкцию на верфи Samuel White, 102-мм орудие, стоявшее ранее перед грот-мачтой, было перенесено на носовой шельтердек, расположившись уровнем выше носового. Орудие между трубами, стоявшее ранее непосредственно на верхней палубе, подняли на банкет. Усилилось торпедное вооружение: 4х1 533-мм ТА заменили на 2х3 того же калибра, установленные в диаметральной плоскости. В начале 1930-х гг. на все ЭМ установили 2х1 40-мм/40 «пом-пома» между ТА (затем их число было увеличено до четырёх), а во время ремонта 1937—1938 гг. «Aetos» и «Panthir» были оборудованы для постановки мин.

## Представители проекта
| Название                              | Закладка | Спуск на воду | Вступление в строй | Судьба          |
| ------------------------------------- | -------- | ------------- | ------------------ | --------------- |
| «Аэтос» (до 12.09.1912 — «San Luis»)  | 1910     | 2.2.1911      | 19.9.1912          | Слом в 1946     |
| «Иэракс» (до 12.09.1912 — «Santa Fe») | 1910     | 15.3.1911     | 19.9.1912          | Слом в 1946     |
| «Пантир» (до 12.09.1912 — «Santiago») | 1910     | 26.4.1911     | 19.9.1912          | Слом в 1946     |
| «Леон» (до 12.09.1912 — «Tucuman»)    | 1910     | 15.7.1911     | 19.9.1912          | Погиб 15.5.1941 |